# Monacký knížecí palác

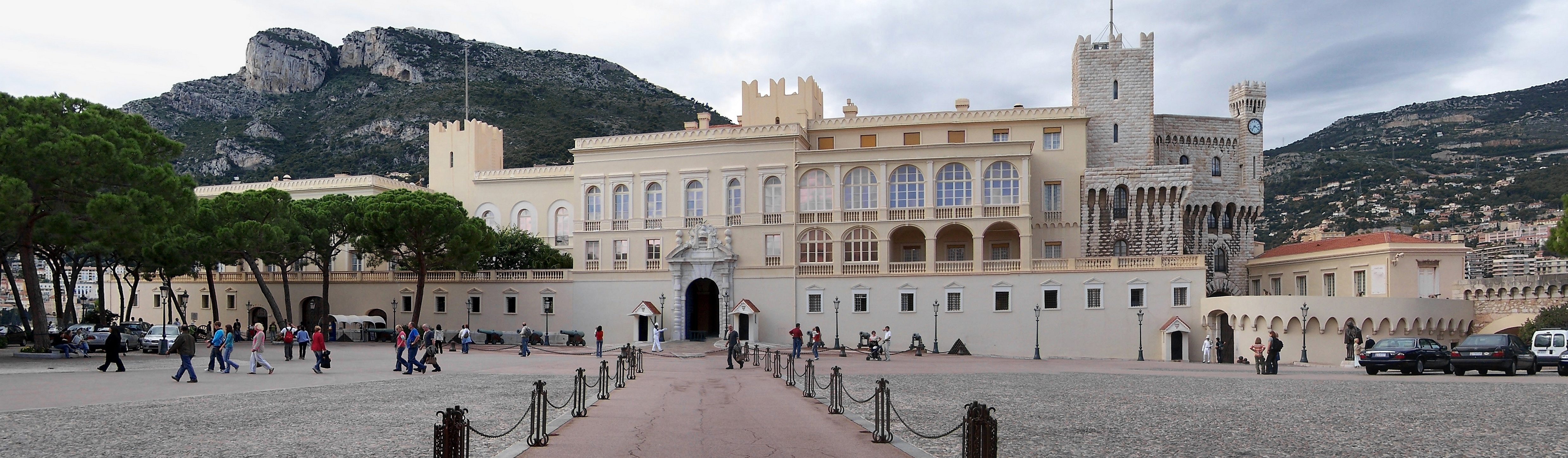
Monacký knížecí palác

Monacký knížecí palác (francouzsky Palais princier de Monaco) je oficiální rezidencí monackého knížete. Byl postaven v roce 1191 jako janovská pevnost. Během své dlouhé a často dramatické historie byl dělostřelecky bombardován a obléhán mnoha cizími mocnostmi. Od konce 13. století je pevností a domovem rodu Grimaldiů, který jej obývá již od roku 1297. Grimaldiové vládli oblasti nejprve jako feudální páni a od 17. století jako panovníci, ale jejich moc byla často odvozená z křehkých dohod s jejich většími a silnějšími sousedy.

Erb monackého knížete. Štítonoši zastupují Francesca Grimaldiho, který podle legendy v roce 1297 dobyl pevnost maskován jako mnich.

Zatímco tedy ostatní evropští panovníci stavěli luxusní, moderní renesanční a barokní paláce, politika a zdravý rozum požadovaly, aby sídlo monackého panovníka bylo opevněné. Tento v tak pozdní fázi historie ojedinělý požadavek učinil z paláce v Monaco-Ville jeden z nejneobvyklejších v Evropě. Nicméně v roce 1793 se celého Monaka zmocnili francouzští jakobíni, kníže Honoré III. (1720–1795) byl uvězněn a jeho majetek propadl Francii. Palác byl vydrancován knížecími poddanými a co po jejich vpádu zbylo, prodala francouzská vláda v aukci. Grimaldiové byli na dlouhých 21 let vyhoštěni a knížectví jim bylo navráceno až na základě Pařížské mírové smlouvy z 30. května 1814. Během této doby palác značně zchátral.
Absence alternativních paláců a nedostatek pozemků vedly rod Grimaldiů k tomu, že na rozdíl od jiných evropských vládnoucích rodů, využívali jeho příslušníci po víc než sedm století stejné sídlo. Jejich osudy a politika se tak přímo odrážejí ve vývoji paláce. Zatímco si Romanovci, Bourbonové a Habsburkové mohli stavět zcela nové paláce, což také často dělali, měli Grimaldiové velmi omezené možnosti. Museli se spokojit nanejvýš se stavbou nové věže nebo křídla, anebo, a tak to dělali nejčastěji, přestavět stávající část paláce. Knížecí palác tak odráží nejen historii Monaka, ale také rodu, který v roce 1997 oslavil 700 let vlády ze stejného paláce, v jakém začali vládnout jeho prapředci.
V průběhu 19. a na počátku 20. století se palác a jeho majitelé stali symboly kouzla a dekadence, které byly spojeny s Monte Carlem a Francouzskou riviérou. Toto kouzlo a teatrálnost se staly skutečností, když se americká filmová hvězda Grace Kellyová v roce 1956 stala monackou kněžnou. V 21. století zůstává palác rezidencí současného monackého knížete Alberta II.